# Austropeucedanum
Austropeucedanum es un género monotípico  perteneciente a la familia  Apiaceae. Su única especie: Austropeucedanum oreopansil, es originaria de Argentina.

## Descripción
Es una hierba bianual que se encuentra a una altitud de 1000 a 3300 metros en Jujuy, Salta y Tucumán.

## Taxonomía
Austropeucedanum oreopansil fue descrita por (Griseb.) Mathias & Constance y publicado en Bulletin of the Torrey Botanical Club 79(5): 366. 1952.
Sinonimia
- Peucedanum oreopansil Griseb.